# Chim voi
Chim voi là tên gọi chỉ các loài chim trong họ Aepyornithidae và là những loài đặc hữu của Mã đảo, chúng là loài đã tuyệt chủng cách đây 200 năm. Loài chim này cao khoảng 10 feet (3m), nặng 1100 pound (500 kg). Đây cũng là loài chim có quả trứng to nhất trên thế giới (nhưng loài này đã tuyệt chủng), xếp thứ 2 là chim đà điểu.

## Các loài
Chi Aepyornis
- Aepyornis gracilis (Monnier, 1913)
- Aepyornis hildebrandti (Burckhardt, 1893)
  - Aepyornis mulleri (Milne-Edwards & Grandidier, 1894)
- Aepyornis maximus (Hilaire, 1851)
  - Aepyornis modestus (Milne-Edwards & Grandidier, 1869)
  - Aepyornis ingens (Milne-Edwards & Grandidier, 1894)
  - Aepyornis titan (Andrews, 1894)
- Aepyornis medius (Milne-Edwards & Grandidier, 1866)
  - Aepyornis grandidieri (Rowley, 1867)
  - Aepyornis cursor (Milne-Edwards & Grandidier, 1894)
  - Aepyornis lentus (Milne-Edwards & Grandidier, 1894)

Chi Mullerornis
- Mullerornis betsilei (Milne-Edwards & Grandidier, 1894)[2]
- Mullerornis agilis (Milne-Edwards & Grandidier, 1894)[2]
- Mullerornis rudis (Milne-Edwards & Grandidier, 1894)[2][3]
  - Flacourtia rudis (Andrews, 1894)